# Trận hồ Prespa
Trận hồ Prespa là trận đánh quan trọng nhất vào năm 1917 của Mặt trận Balkan trong Chiến tranh thế giới thứ nhất. Đây là chiến dịch tấn công vào hồ Prespa của quân đồng minh Pháp - Serbia do tướng Maurice Sarrail chỉ huy, theo đó liên quan sẽ tiến công dọc theo một chiến tuyến từ Monastir. Tuy nhiên, trước sức kháng cự mạnh mẽ của quân đội Đế quốc Đức và Bulgaria, cuộc tiến công của liên quân Pháp - Serbia đã thất bại, buộc họ phải triệt thoái về khởi điểm của mình tại Monastir với thiệt hại không nhỏ.

## Bối cảnh lịch sử
Hồ Prespa ở phía Bắc Salonika đã trở thành trọng tâm của một chiến dịch tấn công của khối Hiệp Ước nhằm buộc Đế quốc Đức phải chuyển bớt nguồn lực của mình ra khỏi Chiến dịch Nivelle trên Mặt trận phía Tây. Nhiệm vụ phát động các chiến dịch tấn công nhằm phân rẽ binh lực của khối Liên minh Trung tâm đã được giao cho các tướng lĩnh phe Hiệp Ước là Maurice Sarrail của Pháp và George Milnie của Anh. Sarrail đã lập kế hoạch với nội dung lặp lại chiến dịch tấn công của phe Hiệp Ước vào Serbia hồi năm ngoái.
Vào tháng 1 năm 1917, Sarrail được tăng viện them 4 sư đoàn. Quân số chính thức của ông là 6 vạn người, tuy nhiên do dịch bệnh lây lan và nhu cầu phòng thủ Salonika nên Pháp và Serbia chỉ còn 10 vạn quân có thể dùng được trong các chiến dịch tấn công của mình. Họ sẽ phải đương đầu với quân đội Đức và Bulgaria với quân số lớn hơn đôi chút. Liên quân Đức - Bulgaria đã được phòng ngự chặt chẽ trên vùng đất cao. Thời tiết khi ấy tương đối lạnh, và các trận bão tuyết đã gây khó khăn cho liên lạc và cơ động trong chiến dịch tấn công của phe Hiệp Ước.

## Diễn biến trận đánh
Vào ngày 11 tháng 3 năm 1917, Sarrail khơi mào các chiến dịch tấn công. Ông chuyển quân về hướng Bắc đến một khu vực giữa Monastir và hồ Prespa về hướng Tây. Mặc dù cuộc tấn công yểm trợ của Minie tại hồ đã bắt đầu trong ngày hôm sau, các cuộc tấn công của phe Hiệp Ước vào trung tâm của chiến tuyến đã không nổ ra theo dự kiến.
Không quân Đức đã hỗ trợ đắc lực cho quân phòng thủ Đức - Bulgaria bằng việc cung cấp cho họ thông tin về các dự định của Sarrail. Quân Đức đã có thể nhanh chóng tăng viện cho các khu vực bị đe dọa và kìm chân địch thủ, khiến cho phe Hiệp Ước chỉ chiếm được vài trăm yard đất. Vào ngày 19 tháng 3 năm 1915, người Đức phát động một cuộc phản công thọc sâu vào cánh quân Pháp - Serbia ở hướng Tây, buộc Sarrail phải từ bỏ mọi lãnh thổ mà mình chiếm được. Tiếp theo đó, quân đội phe Hiệp Ước đã bắt đầu triệt thoái để tập kết lại, và vào ngày 22 tháng 3 năm 1915 họ đã trở về điểm xuất phát của mình tại Monastir. Cuộc phòng ngự mạnh mẽ của quân Đức và quân Bulgaria đã giành thắng lợi và gây thiệt hại nặng nề cho đối phương: quân đội phe Hiệp Ước đã bị thiệt hại khoảng 14.000 người trong chiến đấu và do bị bệnh.

## Sau trận đánh
Các cuộc tấn công của quân đội Anh tại khu vực Doiran đã tiếp diễn vào cuối tháng 4 năm 1917, và giao tranh lại diễn ra trong tháng 5 năm ấy. Quân Anh đã bị đẩy lùi. Sau cùng, Sarrail đã chấm dứt mọi chiến dịch tấn công, và tình hình mặt trận Salonika trở nên tương đối tĩnh lặng cho tới mùa thu năm 1918.